# Дамбуриле (Олт)
Дамбуриле (рум. Dâmburile) насеље је у Румунији у округу Олт у општини Гаванешти. Oпштина се налази на надморској висини од 168 m.

## Становништво
Према подацима из 2002. године у насељу је живело 116 становника, од којих су сви румунске националности.